# اکلیماشاو
اکلیماشاو (به پرتغالی: Aclimação) در برزیل است که در منطقه جنوب شرقی برزیل واقع شده‌است.